# Contea di Amherst
La contea di Amherst (in inglese Amherst County) è una contea dello Stato della Virginia, negli Stati Uniti. La popolazione al censimento del 2000 era di 31.894 abitanti. Il capoluogo di contea è Amherst.